# Євдокименко Володимир Юхимович
Євдоќименко Волод́имир Юх́имович (2 лютого 1927, Житомир — 9 листопада 1996, Київ) — український радянський філософ. Доктор філософських наук (1968), професор.

## Життєпис
Володимир Євдокименко закінчив Київський університет імені Т. Г. Шевченка у 1949 році.[джерело?] З 1949 року працював у Інституті філософії Академії наук України.
У 1964—1972 роках був завідувачем відділу «історії філософії та соціологічної думки на Україні», у 1972—1984 рр. — завідувач сектору теоретичних проблем вдосконалення національних відносин, 1989—1990 рр.— головний науковий співробітник сектору методологічних проблем контрпропаганди відділу історії філософії, від 1990 р. — провідний науковий співробітник-консультант.

## Причетність до комуністичних репресій
В рамках погрому української інтелігенції 1972 року, радянські репресивні органи підняли питання щодо праці українського дисидента Івана Дзюби «Інтернаціоналізм чи русифікація?» 1965 року. За офіційною інформацією, ЦК КПУ постановою від 7 лютого 1972 року доручив комісії в складі А. Д. Скаби (голова), В. Ю. Євдокименка, Ю. О. Збанацького, В. П. Козаченка, Л. П. Нагорної, П. О. Недбайла, В. А. Чирка, М. З. Шамоти та П. Й. Ящука розглянути листа Івана Дзюби, адресованого першому секретарю ЦК КПУ Петру Шелесту та голові Ради Міністрів УРСР Володимирові Щербицькому, та додану до листа працю «Інтернаціоналізм чи русифікація?».
15 лютого 1972 р. комісія, «проаналізувавши згаданий лист та матеріал І. Дзюби, а також вивчивши матеріали зарубіжної антирадянської преси і радіо за період з 1966 по 1972 рік», «прийшла до висновку, що підготовлений Дзюбою матеріал „Інтернаціоналізм чи русифікація?“ є від початку й до кінця пасквілем на радянську дійсність, на національну політику КПРС і практику комуністичного будівництва в СРСР» Також, серед іншого, члени комісії оголосили Дзюбу ворогом радянської влади, навісили на нього ідеологічне клеймо «українського буржуазного націоналіста», звинуватили його у злісному наклепі на компартійно-радянську владу та у солідаризації з ворогами радянської влади тощо.. 1973 року, спираючись на висновок комісії, Київський обласний суд засудив Івана Дзюбу до 5 років ув'язнення і 5 років заслання..
Василь Стус стверджував, що рецензія цієї комісії була «з відверто поліційними, кровожерними заявами», а про самих рецензентів, яких він називав «внутрішніми рецензентами КДБ», заявляв що «їхня вина в проведенні масових репресій така сама, як і штатних кагебістів. Вони такі самі душогуби, як слідчі і судді.»

## Наукова діяльність
Євдокименко проводив наукові дослідження з історії української філософії, теорії та методології вивчення нації й міжнаціональних відносин. Його дослідження витримані у межах офіційної радянської ідеології та позначені тенденційною інтерпретацією так званого «українського буржуазного націоналізму». За редакцією Володимира Євдокименка було видано низку колективних монографій, зокрема «З історії філософії та соціології на Україні» (К., 1968), «Історія філософії на Україні» (К., 1987–88).

### Праці
- Суспільно-політичні погляди Панаса Мирного. 1955, Київ;
- Суспільно-політичні погляди М. Коцюбинського. 1964, Київ;
- Критика ідейних основ українського буржуазного націоналізму. 1967, Київ;
- Розвиток філософії в Українській РСР. 1968, Київ;
- Буржуазний націоналізм — запеклий ворог інтернаціонального єднання трудящих. 1976, Київ;
- Націоналізм і нації. 1981 (співавт.), Київ.